# Cololejeunea cardiocarpioides
Cololejeunea cardiocarpioides là một loài Rêu trong họ Lejeuneaceae. Loài này được Tixier mô tả khoa học đầu tiên năm 1995.